# Католицизм на Сейшельских Островах

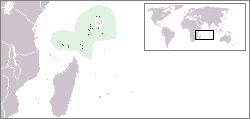
Сейшельские Острова

Католицизм на Сейшельских Островах или Католическая церковь на Сейшельских Островах — часть всемирной Римско-Католической церкви.

## История

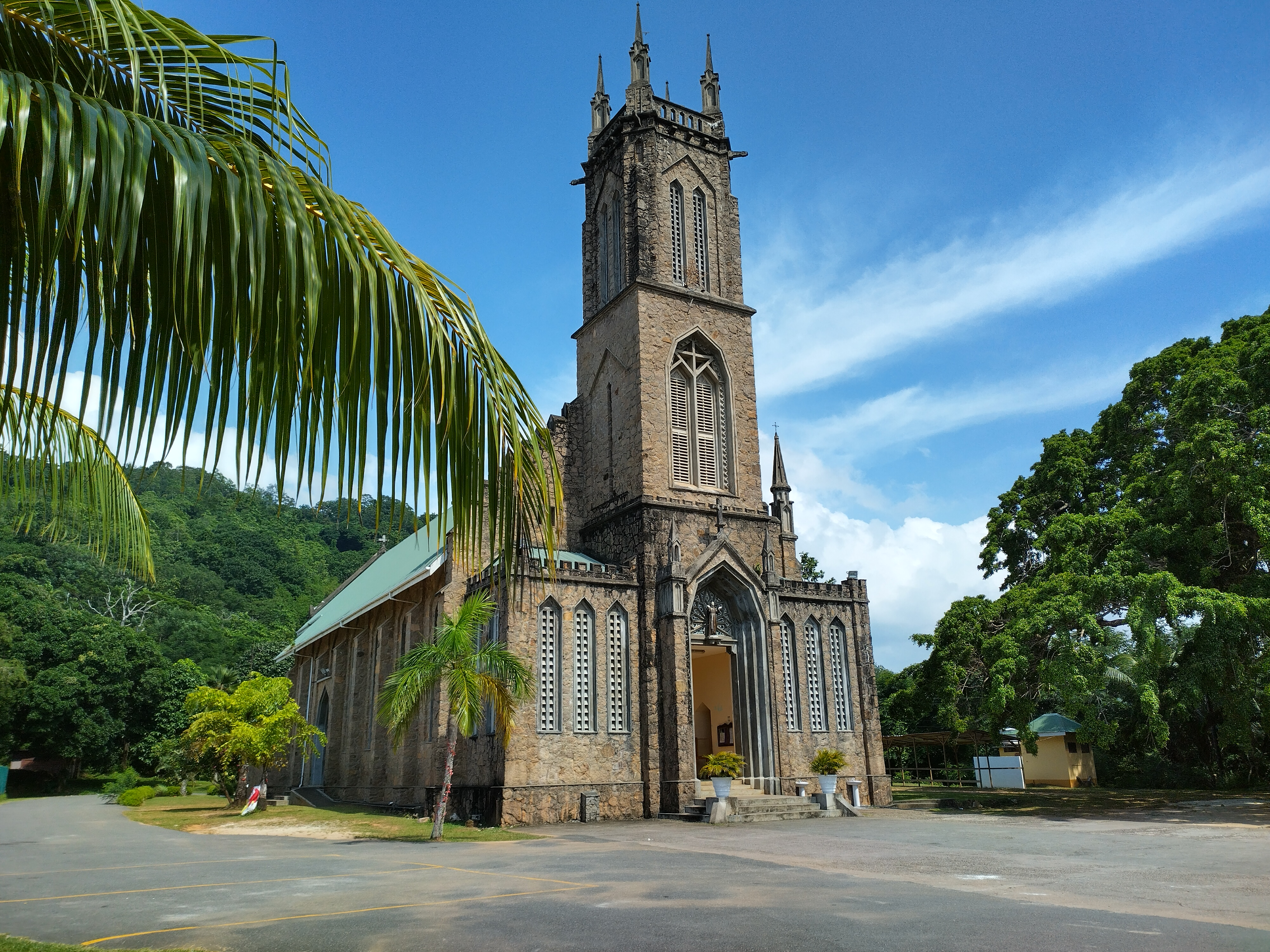
Церковь св. Франциска Ассизского, Бо Лазар, остров Маэ

Католическую миссию «Sui iuris» на Сейшельских Островах основал капуцин Леон Аванше, который прибыл на Сейшелы 1 марта 1851 года. В течение одного года Леон Аванше обратил в католицизм многих местных жителей. В 1852 году Ватикан основал на островах Апостольскую префектуру Сейшелов. В течение двух лет Леон Аванше работал на Сейшеллах один. В 1853 году на острова прибыли другие католические миссионеры из монашеского ордена капуцинов из Франции, которые проработали здесь до 1921 года. В 1880 году католическая община Сейшеллов повысила свой статус до Апостольского викариата. В 1892 году Апостольский викариат Сейшелов был преобразован в епархию Порт-Виктория. В 1921 году французских капуцинов сменили их собратья из Швейцарии, которые руководили епархией Порт-Виктория до13 марта 1975 года, когда был рукоположён первый епископ для епархии Павел Феликс.
В течение 150 лет своего пребывания на островах монахи построили большое количество церквей, монастыри, приходские школы. Им помогали монахини из монашеских конгрегаций святого Иосифа. Первый местный священник был рукоположён в 1950 году.

## Статистика
Доля католиков на островах составляет 85 % и по данным 2004 года достигает общей численности более 70 тысяч человек. В епархии Порт-Виктории работает 16 священников и один дьякон, 9 монахов и 53 монахинь из различных монашеских конгрегаций.

## Источник
- Annuario pontificio, Ватикан, 2004